# أتيرنو بيسكارا (نهر)
نهر بشكار أو نهر بسكارة أو نهر أتيرنو بيسكارا (بالإيطالية: Aterno-Pescara)‏ هو نهر في أبروتسو في وسط إيطاليا. يعرف النهر باسم أتيرنو بالقرب من مصدره في الجبال، ولكنه يأخذ اسم بشكار وهو في الواقع أحد روافده قرب مدينة بشكارا والبحر الأدرياتيكي.
ذكره الادريسي: "ومن لاشنة إلى قنب مارين اثنا عشر ميلا ومن قنب مارين إلى ترملة عشرون ميلا ويروى ترملس ومن لازنة إلى ترملس إبلاية بتدوير ومن ترملة إلى مصب نهر بشكار تسعة وخمسون ميلا جنوبا وكذلك من وادي بشكار إلى وادي طرنت ويروى ترنت ستة وثلاثون ميلا ووادي طرنت نهر كبير وعليه على بعد من البحر مدينة ترنت."